# Football Club Senec
Le FC Senec est un club slovaque de football basé à Senec.

## Historique
- 1990 : fondation du club sous le nom de STK Senec
- 1992 : le club est renommé FK Koba Senec
- 1995 : le club est renommé FK VTJ Koba Senec
- 2002 : le club est renommé FK Koba Senec
- 2005 : le club est renommé FC Senec

## Bilan sportif

### Palmarès
- Coupe de Slovaquie de football
  - Vainqueur : 2002
  - Finaliste : 2007

- Supercoupe de Slovaquie de football
  - Vainqueur : 2002

### Bilan européen
Note : dans les résultats ci-dessous, le score du club est toujours donné en premier
| Saison    | Compétition | Tour              | Club          | Domicile | Extérieur | Total |
| --------- | ----------- | ----------------- | ------------- | -------- | --------- | ----- |
| 2002-2003 | Coupe UEFA  | Tour préliminaire | Široki Brijeg | 1 - 2    | 0 - 3     | 1 - 5 |

Légende
- Victoire ou qualification pour le tour suivant
- Match nul
- Défaite ou élimination de la compétition